# LAMPS

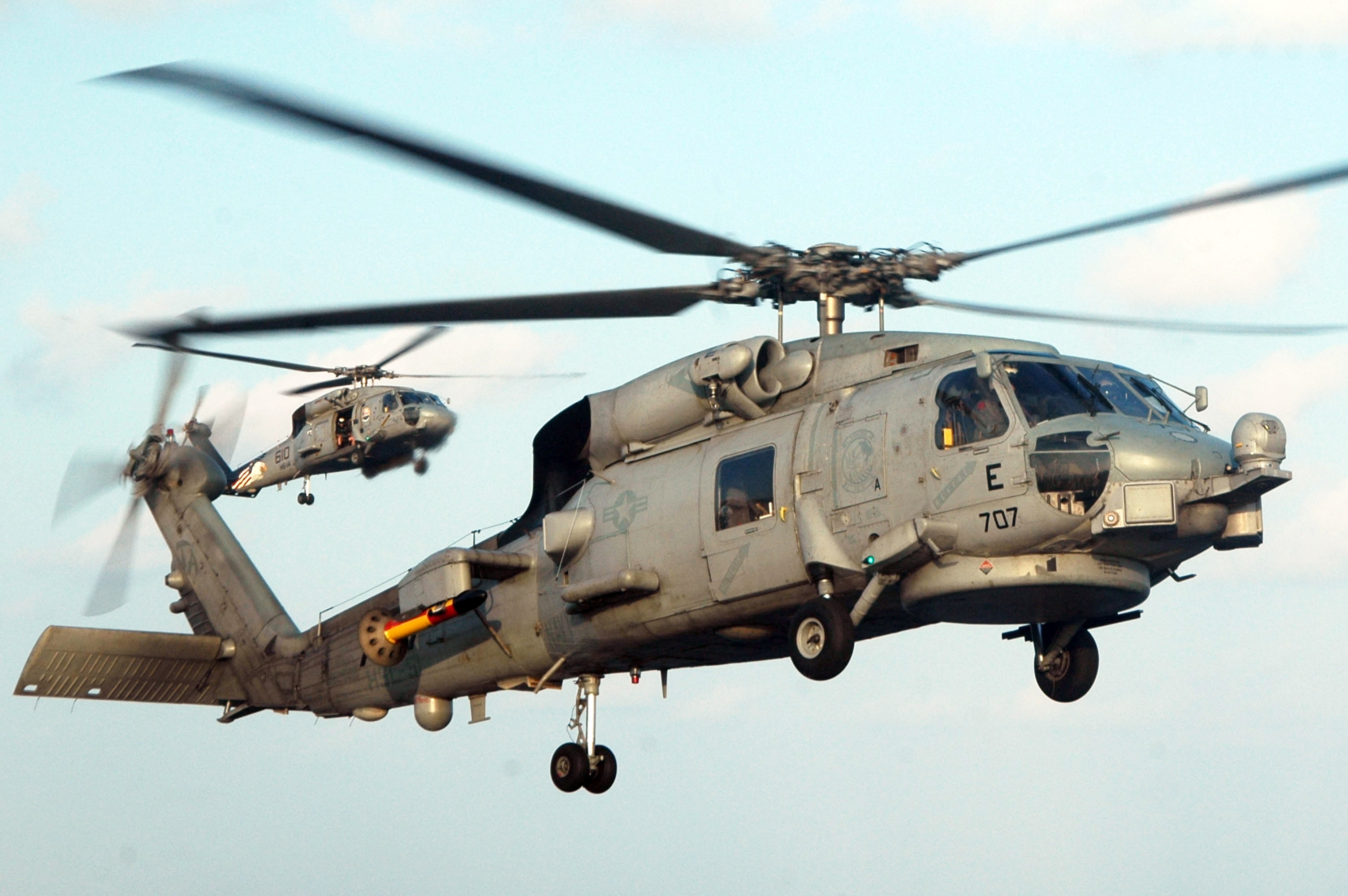
SH-60B LAMPS Mk.III

LAMPS（英語: Light Airborne Multi-Purpose System、らんぷす、軽空中多目的システム）は、アメリカ海軍の艦載ヘリコプター・システム。対潜戦のほか、軽輸送や連絡、観測など、多目的に用いられる。

## 来歴

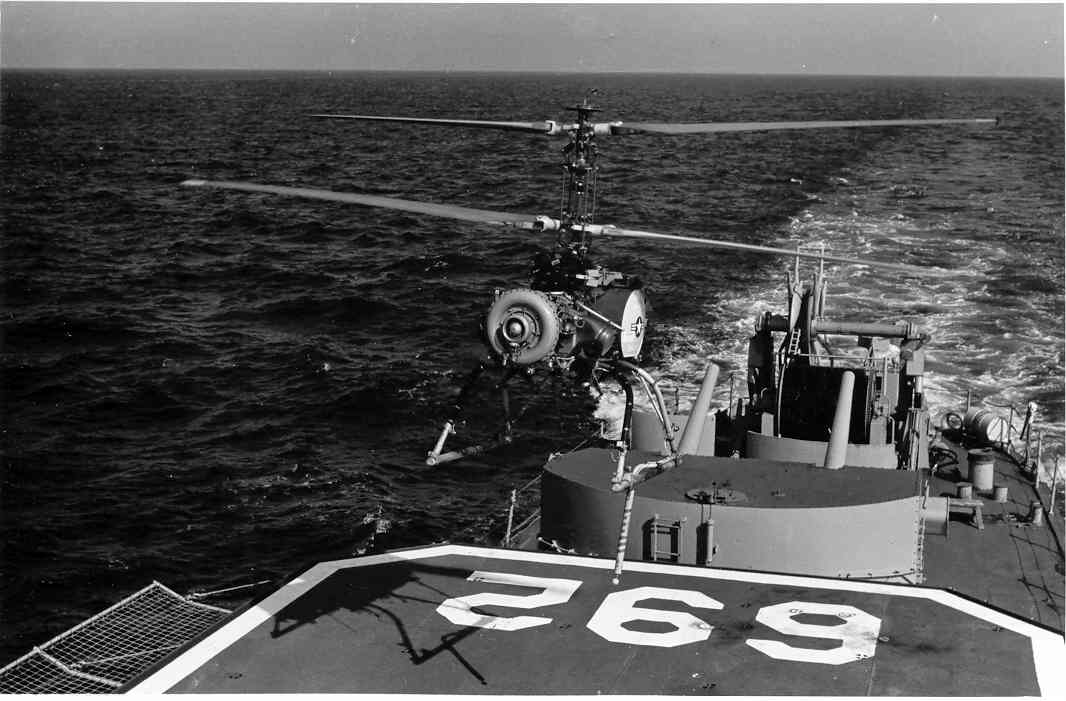
LAMPSの前任者であるQH-50 DASH

アメリカ海軍では、水中高速性能や長射程対艦兵器を備えた新しい潜水艦に対抗しうる長射程の対潜兵器として、無人ヘリコプターによって短魚雷を投射するDASHを開発し、量産型であるDSN-3（QH-50C）は1962年より引き渡しを開始した。理論上、本機は対潜戦の課題の多くを解決できるはずであったが、実際には、当時のソナーではアスロック対潜ミサイルの射程で足りる程度の探知距離しか発揮できないことが多く、本機による長距離攻撃の恩恵を受ける機会は少なかった。また常に信頼性の問題を抱えており、艦隊では不評であったこともあって、アメリカ海軍では1969年に運用を終了した。
一方、同様のニーズに直面していたイギリス海軍は、一回り大きな有人機であるウェストランド ワスプを用いた中距離魚雷投射ヘリコプター（MATCH）を開発し、1961年就役の81型フリゲートで実用化した。フランス海軍も、1962年就役の「ラ・ガリソニエール」（T-56型）で護衛艦でのヘリコプター運用に着手し、当初はアルエットIIを搭載し、後にアルエットIIIに更新した。またイタリア海軍でも、同年就役のカルロ・ベルガミーニ級フリゲートではAB-204ASを搭載した。
アメリカ海軍も、DASHの運用中止とともに、そのDASH用設備に多少手を加えれば搭載できる程度の機体規模の有人ヘリコプターによる計画に着手した。これがLAMPSである。

## LAMPS Mk.I

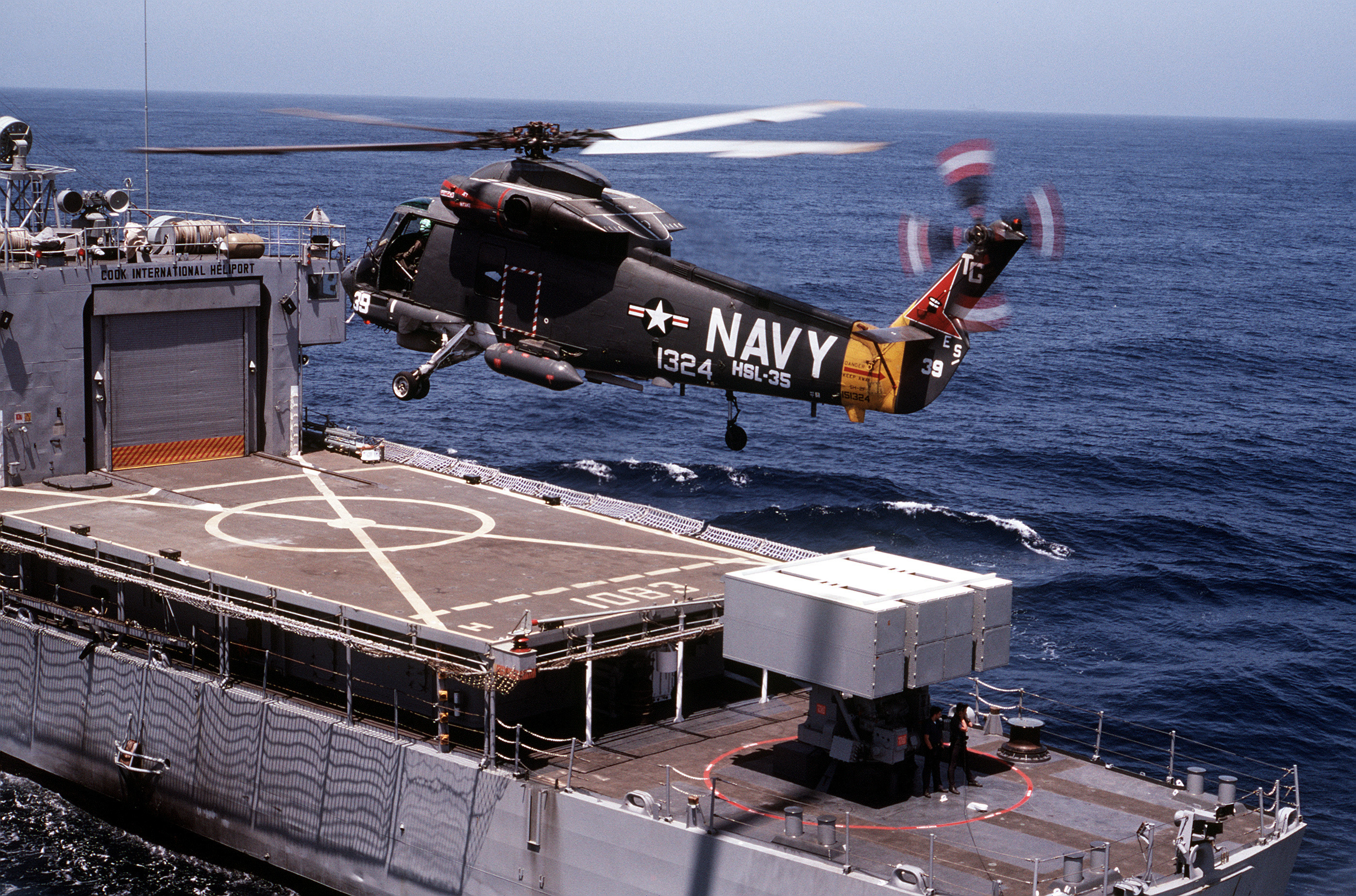
ノックス級フリゲート「コーク」に着艦するSH-2F LAMPS Mk.I

1969年から1970年にかけてコンペティションが行われ、1970年10月、暫定策としてのLAMPS Mk.Iが選定された。これは非武装の救難機であるカマンHH-2Dシースプライトをもとにした発展型であり、1971年3月16日にはSH-2Dが初飛行、12月7日より配備された。
DASHの場合は艦から指示された座標で魚雷を投下することしかできなかったのに対し、LAMPSではAN/ASQ-81磁気探知機（MAD）、ソノブイ15発といった対潜捜索センサーを備え、母艦の探信儀の探知精度が低下する遠距離域でも正確に攻撃を行うことができた。ソノブイは母艦の探信儀を補完するパッシブ対潜戦センサとして用いられており、その音響情報は母艦に転送されて処理される。これらの情報によって敵潜をある程度把握したのち、MADによって目標位置を局限し、Mk.44または46短魚雷によって攻撃する。行動時間は1時間程度、母艦からの進出距離は50海里 (93 km)程度、すなわち見通し線（LOS）内であると同時に第1CZ程度であり、基本的には母艦のAN/SQR-18戦術曳航ソナーなどの情報に基づく再探知攻撃兵力と位置づけられていた。
また対潜戦以外にも、LAMPSの名の通り多目的に運用する計画で、対艦ミサイル防御（ASMD）や母艦の艦対艦ミサイル（SSM）の測的も想定されており、LN-66レーダーやAN/ALR-54電波探知装置（ESM）、Mk.25フレア・マーカー8発が搭載されていた。これらの装備の多くは、固定翼哨戒機であるP-2Hの構成が踏襲された。スパロー空対空ミサイルの搭載試験も行われたものの、標準的な装備には加えられなかった。
なお当初の計画では、SH-2Dをもとに強化したSH-2E LAMPS Mk.IIを開発する計画となっており、YSH-2E 2機が試作されたものの、所要のコストに対して期待したほどの性能向上が得られないと判断されて、量産には至らなかった。かわってMk.Iの性能向上を図ることになり、1973年5月より、改良型のSH-2Fの引き渡しが開始された。その後、ヘリコプターをSH-60に変更したMk.IIIが実用化されたものの、こちらは高価なうえに大規模な航空艤装が必要となり、既存の艦での運用が難しかったため、Mk.Iの運用も並行して継続されることになった。また600隻艦隊構想に伴う需要増加もあって、1987年度からは、SH-2Fをもとに全面的な改設計を加えて性能強化を図ったSH-2Gスーパー・シースプライトが開発された。

## LAMPS Mk.III
上記の経緯によってSH-2E LAMPS Mk.IIが棄却されたのち、海軍は、新型機によるLAMPS Mk.IIIを志向するようになった。1973年10月に要求仕様が決定されて、1976年6月に提案要求が出され、シコルスキー、ボーイング・バートル、ウエストランドが応募した。そして1977年9月、陸軍の新型汎用ヘリコプターとして採用されたばかりのUH-60Aブラックホークをもとに発展させたSH-60Bシーホークの採用が決定された。
SH-60Bでは、SH-2D/Fと比して機体規模が大きく拡大されたことから、装備も大幅に拡充された。ソノブイ搭載数は25本に増大したほか、AN/UYS-1音響信号処理装置を搭載して、限定的ながら独立行動能力も備えた。またレーダーはAN/APS-124、電波探知装置はAN/ALQ-142に更新されている。これらの搭載機器と母艦を連接するため、母艦の側には3トンにも及ぶ電子機器が搭載されている。このような能力拡充もあって、行動時間は2時間、進出距離は100海里 (190 km)以上に延伸されて、第2・3CZでの行動も想定されるようになった。
1989年12月に契約されたブロックIでは、新型のMk.50魚雷およびペンギン空対艦ミサイルの運用能力が付与された。また1996年に就役したブロックIIでは、FLIRや逆合成開口レーダー（ISAR）、ヘリ間データリンクが搭載されたほか、SLAM巡航ミサイルの測的能力も付与された。
その後、装備を更新するとともに、艦上機であるSH-60Fと機体を共通化したSH-60Rが開発され、1999年1月22日に初飛行した。レーダーをAN/APS-147合成開口レーダーに、FLIRをAN/AAS-44Cに、また音響信号処理装置をAN/UYS-2に更新した。ソノブイ発射機も新型化されたほか、艦上機と共通化されたこともあって、低周波のAN/AQS-22吊下式ソナーも搭載された。多用途性の向上に伴い、2001年5月25日には、MH-60Rに改称された。